# Bouvier australien courte queue
Pour les articles homonymes, voir Bouvier et Bouvier australien.
Le bouvier australien courte queue (Australian Stumpy Tail Cattle Dog) est une race de chiens originaire d'Australie. D'abord assimilé à son cousin le bouvier australien dont il partage les origines, le bouvier australien courte queue est considéré comme une race depuis les années 1980.
C'est un chien de berger utilisé pour la conduite de troupeaux de bovins. De construction plus légère que le bouvier australien, il est caractérisé par sa queue naturellement courte. La robe est bleue ou truitée de rouge.
Le bouvier australien est un chien rustique, décrit comme courageux, fidèle mais également méfiant envers les étrangers. Il est sujet à deux maladies héréditaires détectables par des tests vétérinaires : la surdité congénitale affectant de nombreuses races de chiens à robe merle et l'atrophie progressive de la rétine.

## Historique
Le bouvier australien est le résultat de croisements entre le Dingo et des chiens importés principalement d’Angleterre, probablement des collies, des welsh corgis Pembroke et avec le kelpie. Le bouvier australien a toujours été sélectionné pour la conduite de troupeaux des bovins.
Dans les années 1980, le bouvier australien courte queue, qui tendait à être assimilé au bouvier australien, est reconnu comme une race à part entière par la Société Centrale Canine Australienne. Un programme d'élevage spécifique a permis de repérer et de confirmer à titre initial des chiens sans pedigree.
La race est reconnue à titre provisoire par la Fédération cynologique internationale (FCI) depuis 2005.

## Standard

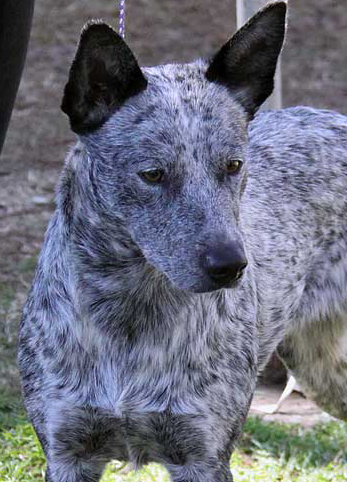
Portrait d'un bouvier australien courte queue.

Le bouvier australien courte queue est un chien de taille moyenne, plutôt petit pour un bouvier, d'aspect puissant et musculeux. Le courte queue est plus carré et de structure plus légère que le bouvier australien. La queue d'une longueur de dix centimètres est naturellement courte. L'arrière-main est large, puissante et musclée.
Le crâne est large et plat entre les oreilles, il se rétrécit légèrement vers les yeux. Le stop est léger et net. La face est de longueur moyenne avec un museau tronqué et fort. La truffe est noire. Les yeux de forme ovale et de taille moyenne sont de couleur marron foncé. Attachées haut et bien écartées, les oreilles sont modérément petites, dressées et presque pointues.
Le poil de couverture est court, droit, dense et de texture moyennement rude avec un sous-poil court, dense et doux. Autour du cou, le poil forme une légère collerette. Il est court sur la tête, les membres et les pieds. Deux couleurs de robes sont admises, le bleu et le truité de rouge. La robe bleue est unicolore, bleu ou bleu marbré avec ou sans marques noires sur le corps et la tête. Le truité de rouge présente des truitures rouges réparties uniformément sur tout le corps, y compris le sous-poil, avec ou sans marques rouge plus foncé sur la tête et le corps.

## Caractère

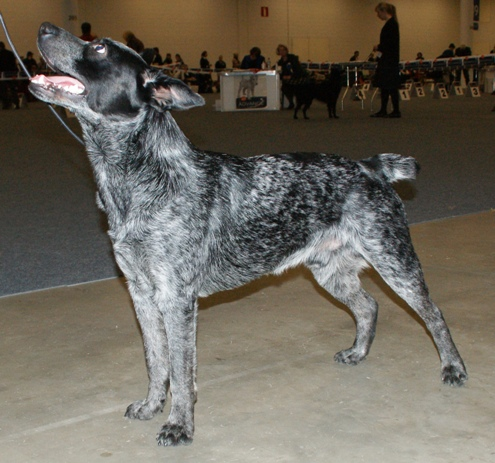
Le bouvier australien courte queue doit se montrer docile lors de la présentation en exposition canine. Un caractère agressif ou peureux est éliminatoire.

Le bouvier australien courte queue est décrit par le standard FCI comme doué pour la conduite du bétail, fidèle, courageux et dévoué à son maître. C'est un chien vigilant et obéissant, mais méfiant avec les étrangers. Selon la Société centrale canine, c'est un chien têtu, sensible, dominant et confiant, joueur et très actif. L'éducation doit être ferme sans rechercher le rapport de force.

## Utilité
Le bouvier australien courte queue est avant tout un chien de berger sélectionné pour la conduite du bétail. C'est un chien talonneur, qui regroupe et pousse le bétail vers le corral. La morsure est brève et faite au jarret.
En tant que chien de compagnie, son maître ne doit pas oublier son caractère rustique et son besoin absolu d'exercice physique : les sorties doivent être longues et quotidienne. La vie en ville est déconseillée pour cette race.

## Santé

### Surdité
Les bouviers australiens et les bouviers australiens courte queue peuvent être atteints de surdité due à l'action de gènes colorant la peau, notamment le gène merle et les robes blanches. 12 % des bouviers australiens et des bouviers australiens courte queue sont sourds d'une oreille et 2 % sont complètement sourds. Il est recommandé de tester les sujets reproducteurs par un test Potentiel Évoqué Auditif (PEA), afin de détecter une éventuelle surdité unilatérale.

### Atrophie progressive de la rétine
L'atrophie progressive de la rétine est une maladie monogénique autosomale récessive entrainant la perte progressive de la vision jusqu’à la cécité. Au début des années 2000, 25 % des bouviers australiens et des bouviers australiens courte queue étaient non porteurs de l'atrophie progressive de la rétine, 50 % étaient porteurs sains et 25 % étaient atteints par la maladie. Depuis 2001, la société Optigen a mis en place un test de dépistage ADN permettant de détecter les individus malades avant le développement de la maladie et d'écarter les reproducteurs porteurs du gène.

### Dysplasie de la hanche et dysplasie du coude
Les dysplasies affectent rarement les bouviers australiens et les bouviers australiens courte queue. Le Club français des bouviers australiens et des kelpies estime cependant que les radiographies nécessaires à la détection de cette malformation doivent être réalisées sur les sujets reproducteurs afin d'éviter tout risque de propagation de cette tare.